# Foro di Verona
Il Foro di Verona è stato il centro della vita politica ed economica della Verona romana. Nel corso dei secoli questo spazio si è lentamente trasformato, gli edifici romani hanno lasciato il posto a quelli medievali e moderni, assumendo così la connotazione e il nome attuale di piazza delle Erbe.

## Storia
A seguito della romanizzazione della Gallia Transpadana nella primavera del 49 a.C., la cittadina di origini venete che era sorta lungo le pendici di colle San Pietro non era più sufficiente né per il futuro sviluppo dell'abitato né per consentire una sua ordinata pianificazione. Un nuovo centro venne quindi fondato sull'altra sponda del fiume Adige, dove le sue ampie anse formano una sorta di penisola naturale, valida difesa da possibili attacchi. In questo momento, insieme alla città romana, viene quindi realizzato il Foro, all'incrocio tra cardine massimo e decumano massimo, insieme all'imponente Campidoglio. Nel corso del I secolo il Foro fu protagonista di un programma di monumentalizzazione, che portò alla costruzione di lunghi portici sul lato più lungo della piazza, oltre i quali si collocarono gli edifici della Curia e della Basilica. La piazza raggiunse così una configurazione che rimase sostanzialmente invariata fino all'Alto Medioevo.
La riscoperta della collocazione del Foro in corrispondenza dell'attuale piazza delle Erbe non è una scoperta recente, anche se solo nei decenni compresi tra la fine del XX e l'inizio del XXI secolo sono stati condotti studi e scavi più approfonditi, ma è un dato conosciuto fino almeno dal Rinascimento, sia per la persistenza del nome che per la scoperta, nel 1558, di una base di statua con iscrizione ritrovata nel Capitolium.

## Descrizione
Piazza delle Erbe corrisponde all'antico spazio del Foro, che era però un po' più ampio e di forma regolare, occupando la superficie corrispondente a quella di poco meno di due isolati: si trattava si un'area aperta a pianta rettangolare lunga 168 metri e larga 56, pavimentata con lastroni quadrangolari in pietra calcarea bianca e rosata, attorno alla quale correva una canaletta per lo scolo delle acque meteoriche. Il Foro aveva quindi una forma molto allungata, con un rapporto di 1 a 3 tra i lati minori e quelli maggiori, proporzioni piuttosto simili a quelle di fori risalenti al III e II secolo a.C. Nella piazza si incrociavano il cardine massimo, che attraverso l'attuale via Cappello conduceva a porta Leoni, e il decumano massimo, che verso Nord-Est conduceva attraverso l'attuale corso Santa Anastasia verso il pons marmoreus e verso Sud-Ovest portava attraverso l'odierno corso Porta Borsari verso la porta Iovia. Il decumano massimo attraversava la piazza sul lato Nord-Est e lo divideva dalla platea del Capitolium.
Il Foro era probabilmente fortemente limitato, se non addirittura vietato, alla circolazione dei carri, tanto che l'accesso dal decumano massimo avveniva tramite gradini e quel lato non era quindi transitabile. D'altronde si trattava del cuore di Verona romana, luogo in cui si esercitava la funzione politica, amministrativa, giudiziaria e commerciale. Essa era inoltre dominata dal principale edificio di culto della città, il Campidoglio, dove all'interno di gallerie pubbliche che circondavano l'imponente tempio si esponevano le statue in bronzo di divinità, personalità di grande rilievo e governanti. Sul lato Sud-Ovest affacciava invece un portico accessibile tramite una breve scalinata, sul quale si aprivano ambienti commerciali e uffici, e da questo porticato si passava nell'area in cui sorgevano i principali edifici pubblici, la Curia e la Basilica.

### Edifici principali
Il principale edificio che si affacciava sulla piazza era il Capitolium, situato sul lato Nord-Est, iniziato poco dopo la fondazione della città all'interno dell'ansa dell'Adige nel 49 a.C. e terminato attorno al 20 a.C. Il grande tempio, destinato al culto della Triade Capitolina, fu realizzato in mattoni di laterizio, tranne le colonne che erano in tufo coperto di stucco a imitazione del marmo, di ordine tuscanico, con base attica, fusto scanalato e capitelli molto semplici. Il tempio era dotato di tre celle affiancate da colonnati e precedute da un pronao sostenuto da 18 colonne su tre file, i cui resti delle fondazioni sono ancora visibili in palazzo Maffei. Il tempio del Campidoglio sorgeva sopra una terrazza a cui si accedeva mediante scalinata: in totale il complesso raggiungeva un'altezza di ben 22 metri, svettando sopra la maggior parte degli edifici della città. Attorno al Campidoglio venne realizzato inoltre un lungo porticato che lo abbracciava su tre lati. Questi bracci erano lunghi 80 metri e poggiavano sul criptoportico sottostante, diviso in due navate da archi su pilastri.

Resti di una terrazza che faceva parte della Curia.

Sul lato Sud-Ovest sorgeva invece la Curia, fiancheggiata sul lato prospiciente il Foro da portici cui si accedeva tramite scalinata. L'edificio, di cui si conservano resti notevoli, occupava tutta la lunghezza dell'isolato ed era largo poco più di 27 metri, era ad aula unica, con banchi laterali e un podio sul fondo, seguendo quindi il modello della Curia Iulia. In questo edificio si svolgevano le assemblee dei decurioni, convocate dai massimi magistrati: essi emettevano decreti su iniziativa propria o di qualche cittadino, poi trascritti in tavole che venivano conservate nell'archivio.
Sullo stesso lato della piazza, ma situato più a Sud, oltre un decumano minore, si trovava infine la Basilica, luogo in cui si svolgevano riunioni, transazioni commerciali e si amministrava la giustizia. Questo edificio venne realizzato nella prima metà del I secolo e, come la Curia, sul lato prospiciente il Foro era caratterizzato da portici cui si accedeva tramite scalinata. Si trattava di un ambiente rettangolare con colonnato interno, diverse statue sia decorative che rappresentanti personalità importanti. In epoca severiana la Basilica subì un'importante ristrutturazione, che vide il suo accorciamento, il rifacimento del colonnato interno e la costruzione di un'abside, il cui ingombro è possibile vedere tutt'oggi in quanto indicato sulla pavimentazione di via Mazzini.
Gli edifici che dovevano sorgere sul lato Nord-Est del Foro non sono ben conosciuti in quanto non c'è stata l'occasione di eseguire scavi archeologici approfonditi, tuttavia si sono rinvenuti i resti di un probabile luogo di culto, caratterizzato da un'abside terminale.